# Il diario di Annalisa
Il diario di Annalisa è una trascrizione, rielaborata da Matilde Andolfo, dei diari personali di Annalisa Durante, nata il 19 febbraio 1990 ed uccisa a quattordici anni il 27 marzo 2004 a Forcella, uno dei quartieri più malfamati di Napoli, durante uno scontro a fuoco fra diverse fazioni della camorra.

## Cronologia dei fatti
I killer volevano colpire Salvatore Giuliano, detto 'o Russo (il rosso, per via del colore dei suoi capelli), all'epoca del fatto diciannovenne, un nipote dei fratelli Giuliano considerato vicino al boss Ciro Giuliano 'o Barone, cugino dei fratelli Giuliano, ucciso poi in un agguato nel 2007.
In seguito alla morte di Annalisa, i genitori autorizzarono il prelievo degli organi. Nel diario di Annalisa si trovano molte considerazioni sul degrado del suo quartiere: "Le strade mi fanno paura. Sono piene di scippi e rapine. Quartieri come i nostri sono a rischio" o anche semplicemente "vorrei fuggire, a Napoli ho paura". Il libro fu pubblicato per contribuire alla realizzazione di una cappella in memoria della ragazza.
Salvatore Giuliano, riconosciuto con sentenza definitiva come un esponente dell'omonimo clan e come obiettivo dell'agguato del 27 marzo 2004 nel quartiere napoletano di Forcella, rispondendo al fuoco dei sicari, colpisce Annalisa Durante, la quale morirà poco dopo il ricovero in ospedale.
Il 31 marzo 2006 il ventunenne Salvatore Giuliano viene condannato dalla quarta sezione della Corte d'Assise del tribunale di Napoli a 24 anni di reclusione per l'omicidio di Annalisa. Nonostante la pena sia stata ridotta in appello a 18 anni, con la sentenza del 16 aprile 2008 la Cassazione ha definitivamente condannato Salvatore Giuliano a 20 anni di reclusione.

## Reazioni della società civile
La notizia della morte di Annalisa Durante ha suscitato grande impressione a Napoli ed in tutta Italia, e la sua storia viene narrata in Gomorra di Roberto Saviano e nel libro Il cancro sociale: la camorra di Don Luigi Merola (che all'epoca dei fatti era il parroco di Forcella).
Il processo a Salvatore Giuliano per l'omicidio della giovane è stato anche trasmesso in televisione, nell'ambito del celebre programma di Rai 3 Un giorno in pretura condotto da Roberta Petrelluzzi.
A lei sono stati intitolati l'Asilo Nido di Via Vicaria Vecchia ed una biblioteca.

## Edizioni
- Matilde Andolfo, Il diario di Annalisa, Tullio Pironti, 2005,  pp. 204, cap. 13, ISBN 88-7937-358-7.